# Slim Thug
Slim Thug, właściwie Stayve Jerome Thomas (ur. 8 września 1980 w Houston, Teksas) – amerykański raper.

## Dyskografia

### Albumy solowe
- 2005: Already Platinum
- 2009: Boss Of All Bosses
- 2010: The Thug Show
- 2013: Boss Life

### Single
| Rok  | Piosenka                                                             | Miejsce na liście | Miejsce na liście | Miejsce na liście | Album              |
| Rok  | Piosenka                                                             | U.S. Hot 100      | U.S. Hip Hop/R&B  | U.S. Rap          | Album              |
| ---- | -------------------------------------------------------------------- | ----------------- | ----------------- | ----------------- | ------------------ |
| 2003 | "Getchya Hands Up" (feat. ESG)                                       | -                 | 80                | -                 | Boss Hogg Outlawz  |
| 2004 | „Like A Boss”                                                        | -                 | 56                | 12                | Already Platinum   |
| 2005 | "3 Kings” (feat. T.I. and Bun B)                                     | -                 | 48                | 23                | Already Platinum   |
| 2005 | "I Ain’t Heard of That" (feat. Pharrell & Bun B)                     | -                 | 34                | 25                | Already Platinum   |
| 2006 | „Diamonds” (Remix) (feat. Young Jeezy, Killa Kyleon and Slick Pulla) | -                 | 90                | 32                | Already Platinum   |
| 2006 | „Incredible Feelin'” (feat. Jazze Pha)                               | -                 | 73                | -                 | Already Platinum   |
| 2007 | „Recognize A Playa (z Boss Hogg Outlawz)                             | -                 | 63                | -                 | Serve & Collect    |
| 2007 | „Ride On 4's” (z Boss Hogg Outlawz)                                  | -                 | -                 | -                 | Serve & Collect    |
| 2007 | „Wood Grain Wheel”                                                   | -                 | 70                | -                 | Serve & Collect    |
| 2007 | "Theme Song”                                                         | -                 | -                 | -                 | Promo Singel       |
| 2008 | „I Run” (feat. YelaWolf)                                             | 105               | 49                | 20                | Boss Of All Bosses |
| 2009 | „Smile”                                                              | -                 | -                 | -                 | Boss Of All Bosses |
| 2009 | „Thug”                                                               | -                 | -                 | -                 | Boss Of All Bosses |